# Lenarchus gravidus
Lenarchus gravidus is een schietmot uit de familie Limnephilidae. De soort komt voor in het Nearctisch gebied.